# Whonix
Whonix는 Tor, 데비안, Virtualbox에 기반한 일반적인 익명 전용 운영 체제이다. Whonix 구조상 IP/DNS 누출은 불가능하다. 심지어 멜웨어조차도 IP나 실제 위치를 얻을 수 없다.
후닉스는 Gateway 부분과 Workstation 부분으로 나뉘는데 Gateway는 Tor와 Workstation 부분의 통신을 중계한다. Workstation 부분은 사용자가 직접 사용하는 부분으로 오직 통신은 Gateway 부분을 통해서만 가능하다. Whonix는 가상 머신으로 구동되기 때문에 속도가 아주 느리다. 그렇지만 현존하는 Tor 관련 프로그램 중 가장 안전한 익명을 자랑한다.

## 같이 보기
- Tor
- 데비안
- Tails